# جيف ستون
جيف ستون (بالإنجليزية: Geoff Stone)‏ (10 أبريل 1924 في المملكة المتحدة - 1993 بنوتنغهام في المملكة المتحدة) هو لاعب كرة قدم بريطاني (وحمل سابقاً جنسية المملكة المتحدة لبريطانيا العظمى وأيرلندا) في مركز الدفاع. لعب مع نوتس كاونتي وConsett A.F.C. ‏ ودارلينجتون إف سى.